# خالد الأصبحي
خالد علي نعمان الاصبحي (مواليد 11 يوليو 2003) لاعب كرة قدم يمني مولود في السعودية يجيد اللعب كلاعب جناح وصانع ألعاب محترف حاليا في نادي كلباءالإماراتي كلاعب مقيم.

## مسيرة اللاعب

### الفئات السنية
خالد الأصبحي مولود في السعودية وتأسس في نادي الهلال في عمر 9 سنوات من عام 2013 إلى 2019 و بعدها انضم إلى نادي شباب الأهلي مع أشقاءه عبد العزيز الأصبحي ومحمد الأصبحي.

### نادي شباب الأهلي
شارك مع الفريق الأول في نادي شباب الأهلي في نهاية موسم 2021-2022 بشكل أساسي أمام نادي خورفكان و سجل أول هدف له مع الفريق من أول مشاركة له.
بعدها لعب مع نادي حتا ونادي كلباء.